# Araguamastax inflata
Araguamastax inflata är en insektsart som beskrevs av Marius Descamps 1982. Araguamastax inflata ingår i släktet Araguamastax och familjen Eumastacidae. Inga underarter finns listade i Catalogue of Life.